# Myopterus daubentonii
Myopterus daubentonii es una especie de murciélago de la familia Molossidae.

## Distribución geográfica
Se encuentra en Senegal, Costa de Marfil, República Democrática del Congo y República Centroafricana.